# Tom Bradshaw
Thomas William Bradshaw (Shrewsbury, Inglaterra; 27 de julio de 1992) es un futbolista profesional británico que juega como delantero en el club Oxford United de la EFL Championship de Inglaterra. y en la selección de futbol de Gales.

## Carrera en el club

### Shrewsbury Town
Bradshaw comenzó su carrera en el Aberystwyth Town y fue fichado por el Shrewsbury Town en mayo de 2009 (más tarde, el Aberystwyth recibió un honorario retroactivo de 30.000 libras bajo el esquema de compensación de entrenamiento de la FIFA). Debutó en un League Two partido contra Crewe Alexandra en Gresty Road el 10 de abril de 2010, sustituyendo a Jamie Cureton durante los últimos 15 minutos y marcando dos goles en la victoria por 3-0. Al final de la temporada 2009-10 firmó un contrato profesional de dos años. 
A pesar de marcar seis goles en la temporada 2010-11, Bradshaw encontró oportunidades en el primer equipo más limitadas en 2011-12, haciendo sólo 8 apariciones y marcando un gol contra Accrington Stanley.
Bradshaw recibió el dorsal número nueve para la campaña 2012-13, en la que disputó 22 partidos, la mayoría como suplente, pero no marcó. Firmó una ampliación de contrato de duración no revelada el 23 de mayo de 2013 y marcó su primer gol con el primer equipo en casi dos años en la victoria por 2-0 en casa ante el Swindon Town el 17 de agosto.

### Walsall
El 23 de junio de 2014, Bradshaw firmó un contrato de dos años con el Liga Uno, el Walsall, por una cantidad no revelada, que se cree que ronda las 50.000 libras, tras el descenso del Shrewsbury Town a la Liga Dos. Marcó su primer gol con los Saddlers en su debut con el club el 9 de agosto de 2014. Bradshaw marcó el segundo gol del Walsall en su victoria por 2-0 sobre el Preston North End en el partido de ida de la Football League Trophy Northern área final el 7 de enero de 2015. Fue titular en la final el 22 de marzo, el primer partido del Walsall en el Wembley Stadium, una derrota por 0-2 ante el Bristol City.  El 24 de junio, amplió su contrato hasta el final de la temporada 2016-17.
primera ronda el 8 de noviembre de 2014. Bradshaw disfrutó de un prolífico inicio de temporada y marcó su décimo gol de la campaña en todas las competiciones en la victoria por 3-1 contra el Barnsley el 13 de diciembre de 2014.
Bradshaw marcó el segundo gol del Walsall en su victoria por 2-0 sobre el Preston North End en el partido de ida de la Football League Trophy Northern área final el 7 de enero de 2015. Fue titular en la final el 22 de marzo, el primer partido del Walsall en el Wembley Stadium, una derrota por 0-2 ante el Bristol City.  El 24 de junio, amplió su contrato hasta el final de la temporada 2016-17.
Bradshaw marcó el primer hat-trick de su carrera el 11 de agosto de 2015 en la victoria por 4-3 del Campeonato ante el Nottingham Forest en la primera ronda de la League Cup, finalizando con un penalti en el tiempo añadido.
Tras debutar como internacional con Gales, y perder posteriormente el Walsall ante el Barnsley en la semifinal de los League One play-off, Bradshaw solicitó entrar en la lista de transferibles en julio de 2016.

### Barnsley
Después de que su solicitud de transferencia fuera aceptada por los Saddlers, Bradshaw se unió al recién ascendido club de la Championship Barnsley por una cantidad no revelada el 14 de julio. Marcó su primer gol con los Reds en la victoria por 4-0 ante el Rotherham United el 27 de agosto de 2016. Marcó ocho goles en su primera temporada y en la 2017-18 fue el máximo goleador del club con 12 tantos, cuando descendieron. El 7 de abril de 2018, marcó el gol de la victoria más tarde en la victoria por 3-2 sobre los rivales de South Yorkshire en Sheffield United en Oakwell; fue solo la segunda victoria de su club en 14 partidos.Después de debutar con la selección de Gales, y de que el Walsall perdiera posteriormente ante el Barnsley en la League One play-off semifinal, Bradshaw solicitó entrar en la lista de transferibles en julio de 2016.

### Millwall
El 23 de agosto de 2018, Bradshaw se unió al Millwall inicialmente en calidad de cedido hasta enero, cuando el acuerdo se convirtió en permanente. Firmó un "contrato a largo plazo" de duración no revelada, y la tarifa batió el récord del Millwall de 800.000 libras pagadas por Paul Goddard en 1989.Su temporada terminó en noviembre tras diez partidos sin goles, con una lesión de ligamentos en la rodilla contra Brentford.
Bradshaw marcó su primer gol con los Lions el 13 de agosto de 2019 en un partido de la primera ronda de la EFL Cup disputado a domicilio ante el West Bromwich Albion, empatando en la victoria por 2-1. Once días más tarde, marcó su primer gol en liga en el primer toque que dio tras saltar al campo, en el empate a uno en Middlesbrough. En octubre, marcó cinco goles en cuatro partidos consecutivos, terminando con los dos del empate ante el Cardiff City en The New Den.  Ganó el premio al Jugador del Mes del Campeonato de febrero de 2023 tras marcar cinco goles.

### Oxford United
El 16 de enero de 2025, Bradshaw fichó por otro club de la Championship Oxford United por una cantidad no revelada.

## Carrera internacional
Nacido en Shrewsbury, Inglaterra, Bradshaw creció en Tywyn, Gales, y asistió a la Ysgol Penglais School en Aberystwyth. Por lo tanto, cumplía los requisitos para representar a Gales o Inglaterra a nivel internacional.
Bradshaw fue convocado por primera vez con la Sub-19 de Gales en septiembre de 2010, marcando en su debut durante la victoria por 2-0 ante Liechtenstein. Volvió a marcar en el empate a 3 contra Turquía el 20 de octubre de 2010.  Fue convocado por la Gales sub-21 en septiembre de 2011 para el partido fuera de casa contra Montenegro, y marcó en su debut.
Bradshaw fue internacional en ocho ocasiones con la selección sub-21 de Gales, y su última aparición fue como suplente ante la Moldavia sub-21 el 10 de septiembre de 2013. Optó por retirarse de la selección cuando fue convocado un mes después con el fin de permanecer disponible para los deberes del primer equipo con Shrewsbury Town. Esto puso fin de manera efectiva a su carrera internacional juvenil, con el seleccionador sub-21 Geraint Williams indicando que no lo volvería a seleccionar, aunque Bradshaw estaba en cualquier caso en sus últimos meses de elegibilidad para la selección sub-21. 
Un año después, Bradshaw entró en la lista de convocados de la selección absoluta de Gales para los Partidos de clasificación para la Eurocopa 2016 contra Bosnia y Herzegovina y Chipre en octubre de 2014, pero tuvo que retirarse debido a una lesión en los isquiotibiales en un partido contra el Bristol City por su nuevo club Walsall. El 4 de noviembre de 2015 fue convocado con la selección absoluta para un amistoso contra la Holanda, y fue suplente no utilizado en la derrota por 3-2. Debutó el 28 de marzo siguiente, sustituyendo a Tom Lawrence durante los 17 minutos finales de un amistoso que perdió por 1-0 ante la Ucrania en Kiev. Bradshaw estaba en la lista de convocados del seleccionador de Gales Chris Coleman para la fase final de la Eurocopa 2016, pero se retiró debido a una lesión en la pantorrilla.

## Honores
Walsall
- Football League Trophy runner-up: 2014–15[44]

Wales
- China Cup runner-up: 2018[45]

Individual
- Championship Player of the Month: February 2023[29]

## Clubes
| Club             | País       | Año                  |
| ---------------- | ---------- | -------------------- |
| Aberystwyth Town | Gales      | 2008-2009            |
| Shrewsbury Town  | Inglaterra | 2009-2014            |
| Walsall          | Inglaterra | 2014-2016            |
| Barnsley         | Inglaterra | 2016-2019            |
| Millwall         | Inglaterra | 2019-2022 (préstamo) |
| Millwall         | Inglaterra | 2019-2025            |
| Oxford United    | Inglaterra | 2025-presente        |